# هوبير ليونارد
هوبير ليونارد هو معلم موسيقى وملحن وأستاذ جامعي بلجيكي، ولد في 7 أبريل 1819 في Beyne-Heusay ‏ في بلجيكا، وتوفي في 6 مايو 1890 في باريس في فرنسا.

## وصلات خارجية
- هوبير ليونارد على موقع ميوزك برينز (الإنجليزية)
- هوبير ليونارد على موقع ديسكوغز (الإنجليزية)